# Redwater (Alberta)
Redwater est une ville (town) du Comté de Sturgeon, située dans la province canadienne d'Alberta.

## Démographie
En tant que localité désignée dans le recensement de 2011, Redwater a une population de 1 915 habitants dans 776 de ses 844 logements, soit une variation de -13.0% avec la population de 2006. Avec une superficie de 20,120 0 km2, la ville possède une densité de population de 95,178 9 hab/km2 en 2011.
Concernant le recensement de 2006, Redwater abritait 2 192 habitants dans 866 de ses 898 logements. Avec une superficie de 7,954 9 km2, la ville possédait une densité de population de 275,6 hab/km2 en 2006.
| 2001  | 2006  | 2011  | 2016  |
| ----- | ----- | ----- | ----- |
| 2 172 | 2 192 | 1 915 | 2 053 |